# Neuquenraptor argentinus
Neuquenraptor argentinus es la única especie conocida del género extinto Neuquenraptor ("ladrón de Neuquén") de dinosaurio terópodo dromeosáurido que vivió a finales del período Cretácico, hace aproximadamente 90 millones de años, entre el Turoniense y el Coniaciense, en lo que hoy es Sudamérica.

## Descripción

Diagrama con los elementos conocidos y el tamaño del holotipo.

Se estima que Neuquenraptor ha medido entre 1,8 a 3,5 metros de largo y tiene un peso de 75 kilogramos. Era más grande que su pariente cercano Buitreraptor, un género con el que compartía algunas similitudes osteológicas y físicas.
Fue un depredador activo que poseía brazos y piernas largas, un cráneo alargado y curvo, garras y dientes afilados, sumado a un cuerpo delgado y grácil. Este dinosaurio era similar, en muchos aspectos morfológicos, al Troodon y al Velociraptor.  Poco se sabe sobre el aspecto de Neuquenraptor argentinus, pero las garras características en forma de media luna están presentes en el fósil. Neuquenraptor era aproximadamente del mismo tamaño que Velociraptor y probablemente también tenía plumas como este.

## Descubrimiento e investigación
Los restos conocidos, holotipo MCF-PVPH 77, fueron descubiertos en capas de la Formación Portezuelo que datan del Coniaciano. Se compone solo de un pie izquierdo, algunos fragmentos de vértebras cervicales, costillas, galones de cola y un radio.
Llamado por el lugar de descubrimiento, La Provincia del Neuquén, Fue descrito en 2005 por Fernando Novas y Diego Pol. Conocido solo por un pie fósil, estaba estrechamente relacionado con Buitreraptor. Los fósiles del Neuquenraptor fueron descubiertos en la Patagonia de Argentina, en la Formación Portezuelo del Subgrupo Río Neuquén, en la misma área en la que el Megaraptor fue encontrado, siendo descrito por Fernando Novas en 1997 poniendo otro nombre para su género y especie. Propuso el nombre de Araucanoraptor argentinus, afirmando que la especie, A. argentinus , era un troodóntido, pero no tenía la descripción por lo que se lo consideró inválido. En 2005, Novas y Pol hicieron otro análisis al espécimen y comprobaron que era un dromeosáurido, esta vez lo describieron y lo nombraron distinto, al género Neuquenraptor y a la especie Neuquenraptor argentinus.
Se lo ha intentado sinonimizar con Unenlagia, pero este último, aunque de los mismos niveles, resulta ser más basal en algunos análisis publicados.

## Clasificación
Neuquenraptor podría ser un sinónimo subjetivo menor de Unenlagia,; es decir, los dos podrían representar el mismo género o incluso especie, en cuyo caso el nombre Unenlagia tendría que usarse en lugar de Neuquenraptor porque el nombre anterior se publicó anteriormente, en 1997, y por lo tanto tiene prioridad. Neuquenraptor fue asignado por Novas y Pol a Dromaeosauridae en una politomía con varios taxones de dromaeosáuridos Por análisis filogenéticos posteriores se ha recuperado el género en las Unenlagiinae.

## Paleoecología

Pangea antes de su ruptura

Neuquenraptor goza de una importancia especial debido a su procedencia de América del Sur. Hasta el descubrimiento de Neuquenraptor, todos los dromeosáuridos se habían encontrado en América del Norte, Europa o el norte de China /y Mongolia y los científicos creían que los dromeosáuridos solo habitaban Laurasia , es decir, el hemisferio norte. América del Sur, sin embargo, durante el Mesozoico se convirtió en parte de Gondwana. El hallazgo de Neuquenraptor proporciona alguna indicación posible del grado de aislamiento entre los hemisferios norte y sur.
El supercontinente Pangea comenzó a separarse en el Jurásico Temprano, lo que condujo a la separación alrededor de 160 millones de años de Laurasia en el norte y Gondwana en el sur. Gondwana en sí pronto se fragmentó en Gondwana del oeste, es decir, África y América del Sur y Gondwana del este, es decir, la Antártida y Australia más India y Madagascar. Gondwana del oeste se separó durante el Cretácico , ya que África y Sudamérica se separaron entre 132 y 90 millones de años. Entre aproximadamente 80 y 60 Ma, es decir, en el Cretácico tardío y el Paleoceno temprano, América del Norte y América del Sur quizás estaban conectadas, al menos episódicamente, por un puente terrestre, debido al movimiento hacia el este de la placa del Caribe entre las dos masas continentales.